# Priaulx Rainier
Ivy Priaulx Rainier (født 3. februar 1903 i Howick, Natal, Sydafrika - død 10. oktober 1986 i Besse-en-Chandesse, Frankrig) var en sydafrikansk/britisk komponist, violinist og lærer.
Rainier studerede som ung violin, men tog senere kompositionen op på opfordring af Arnold Bax. Hun studerede i London og i Paris hos Nadia Boulanger, og var ellers autodidakt.
Hun har skrevet orkesterværker, kammermusik, requiem, klaverstykker, cellokoncert, vokalværker etc. Hendes cellokoncert blev uropført af cellisten Jacqueline du Pré og The BBC Symphony Orchestra (1964). Hun blev tildelt en doktorgrad i musik (Honoris Causa) af University of Cape Town (1982). Rainier hører sammen med John Joubert til de vigtigste sydafrikanske komponister i den klassiske musik. Hun har ligeledes undervist på mange universiteter og konservatorier i både Sydafrika , England og Frankrig hvor hun døde i en alder af 83 år.

## Udvalgte værker
- Phalaphala (fladder) (1961) - for orkester
- Cellokoncert (1964) - for cello og orkester
- Deklamationscyklus (1956) - for solotenor
- Requiem (1954) - for tenor og kor